# Хроника Сеерта
Хроника Сеерта (араб. حوليات سعرد‎) — арабская христианская хроника об истории Церкви Востока, созданная анонимным автором после 1036 года между IX и XI веками. Помимо событий церковной истории, Хроника Сеерта также содержит важнейшие сведения о светской истории.

## Описание
Сохранилась только часть оригинального текста. Сохранившийся текст состоит из двух длинных отрывков, охватывающих 251–422 и 484–650 годы соответственно. Часть текста, охватывающая события после середины VII века, была утеряна. Одна часть Хроники Сеерта хранилась в библиотеке Халдейской католической церкви (до начала XX века — в Мосуле, затем в Багдаде), а вторая была обнаружена епископом Аддаем Шером (1865—1915), халдейским архиепископом Сеерта в библиотеке его епархии (ныне хранится в Национальной библиотеке Франции).

### Академические издания текста
- Addai Sher[англ.]. Histoire nestorienne inédite: Chronique de Séert. Première partie. 4.3 (1908), 5.2 (1910). — Patrologia Orientalis.
- Addai Sher. Histoire nestorienne inédite: Chronique de Séert. Seconde partie. 7.2 (1911), 13.4 (1919). — Patrologia Orientalis.

### Исследования
На русском языке
- Ортис де Урбина И. Сирийская патрология / перевод с лат. М. В. Грацианского. — М.: Издательство Православного Свято-Тихоновского гуманитарного университета, 2011. — С. 17, 27, 54—55. — 283 с. — ISBN 978-5-7429-0628-5.

На английском языке
- Philip Wood. The Chronicle of Seert. The Christian Historical Imagination in Late Antique Iraq. — Oxford: Oxford University Press, 2013.